# 瓦蒂蒙
瓦蒂蒙（法語：Vatimont，法語發音：[vatimɔ̃]；洛林语：Vautieumont）是法国摩泽尔省的一个市镇，属于福尔巴克-布莱摩泽尔区。

## 地理
瓦蒂蒙（48°58'48"N, 6°27'59"E）面积8.13 平方千米，位于法国大東部大區摩泽尔省，该省份为法国东北部内陆省份，是洛林的一部分，西南接默尔特-摩泽尔省，东临下莱茵省，北与卢森堡和德国接壤。
与瓦蒂蒙接壤的市镇（或旧市镇、城区）包括：博德勒库尔、舍努瓦、尼德河畔昂、埃尔尼、奥拉库尔、莱斯、圣埃夫尔。

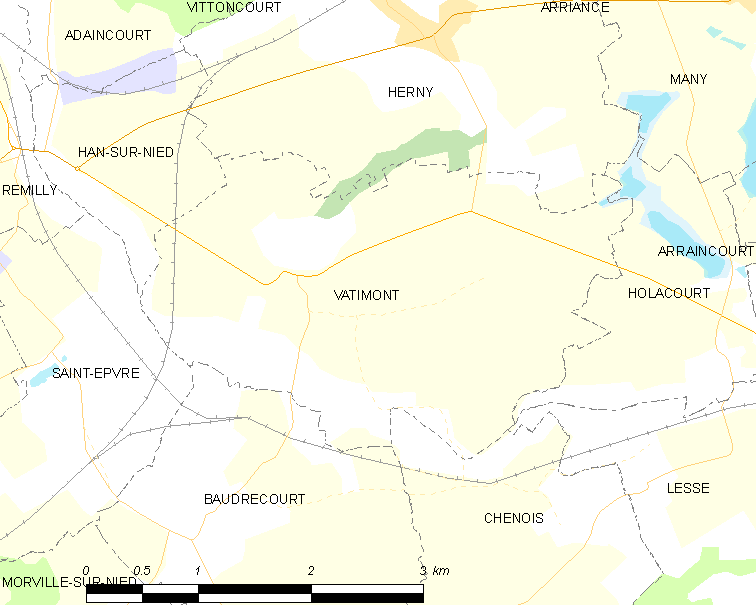
瓦蒂蒙的OSM定位图

瓦蒂蒙的时区为UTC+01:00、UTC+02:00（夏令时）。

## 行政
瓦蒂蒙的邮政编码为57580，INSEE市镇编码为57698。

## 政治
瓦蒂蒙所属的省级选区为福尔克蒙县。

## 人口

1962-2008年间瓦蒂蒙人口变化图示

瓦蒂蒙于2022年1月1日时的人口数量为307人。